# Distrito de Al Jabal al Akhdar
Al Jabal al Akhdar (en árabe: الجبل الأخضر‎, al-Ǧabal al-ʾAḫḍar) es desde 2007 uno de los veintidós distritos o shabiyah en los que se subdivide políticamente a Libia, localizándose al este de dicho país. 

## Geografía
Su ciudad capital es la ciudad de Al Bayda. Entre sus rasgos geográficos más significativos se destacan sus costas sobre el Mar Mediterráneo. 
En su territorio, cerca de la ciudad de Shahhat, se pueden encontrar los restos de la antigua colonia griega de Cirene, y la vecina ciudad de Apolonia de Cirene, un importante puerto en el mar Mediterráneo en la Antigüedad.
En su parte sur se localiza la zona fértil de tierras altas de Jebel Akhdar. El nombre del sector significa "La montaña verde". En el norte es un lugar seco, una zona semidesértica entre las tierras altas y el Mediterráneo en su extremo norte.

## Población y territorio
Su territorio se extiende sobre una superficie de 7800 kilómetros cuadrados. En este distrito reside una población de unas 194.185 personas (según el censo del año 2003), por ende, la densidad poblacional es de 24,9 habitantes por cada kilómetro cuadrado del Distrito de Al Jabal al Akhadar.